# Casa Pere Llibre (Cardedeu)
La Casa Pere Llibre és un edifici del municipi de Cardedeu (Vallès Oriental) protegit com a bé cultural d'interès local.

## Descripció
És un edifici aïllat de tipologia ciutat-jardí. Està composta per un cos principal amb afegits als laterals. La composició és simètrica i la façana principal, coberta a quatre vessants, té una escala de quart de volta. Les obertures de la part de baix són de mig punt i les del primer pis de llinda plana. Està estucada de color vermell i ha sofert transformacions que ha canviat el seu caràcter primitiu.

## Història
La Torre Pere Llibre és el primer edifici que es construeix a la carretera de Caldes i la primera torre de la Vila, segons les paraules de T. Balvey recollides a la "Fulla de la nostra història". Artigues ens dona la data de la construcció: l'any 1889. Sabem, també per ell, que l'any 1891 es col·locaren quatre fanals: dos a davant i dos al darrere de la torre. El 1930 es reformà la torre, moment en què fou estucada amb un color vermellós.